# احکام تکلیفی
احکام تکلیفی، در فقه اسلامی، احکامی عملی است که وظیفه عملی مکلف را مشخص می‌کند و بر پنج صورت است:

۱-واجب ۲-حرام  ۳-مستحب ۴-مکروه ۵-مباح

## واجب
در لغت به معنای لازم، ناگریز و حتمی است
و در اصطلاح فقه اسلام عملی است که انجامش بر مکلَف لازم است و ترک آن عذاب دارد. مانند: نماز
واجبات عبارتند از:
۱-تحقیق در اصول دین ۲- اجتهاد تحقیق یا احتیاط در فروع ۳-طهارت بدن لباس و مکان سجده در نماز ۴-طهارت مسجد و قرآن متنجس ۵-طهارت نام خدا و معصومین تربت از نجاست ۶-وضو غسل یا تیمم برای نماز ۷-غسل کفن حنوط دفن و نماز میت ۸-نمازهای یومیه ۹-سایر نمازهای واجب (۵مورد) ۱۰-واجبات نماز (۱۱مورد) ۱۱-رعایت اوقات نماز ۱۲-رو به قبله کردن محتضر ۱۳-ستر عورت در نماز برای مرد ۱۴-پوشش کامل زن درنماز ۱۵-شناخت قبله برای نماز ۱۶-سجده‌های واجب وسهو ۱۷-روزه ماه مبارک رمضان ۱۸-خمس در موارد مذکوره ۱۹-زکات مال ۲۰-زکات فطره ۲۱-یک بارحج در عمر۲۲-نجات جان مسلمان ۲۳-پیگیری شغل برای تأمین معاش ۲۴-امر به معروف و نهی ازمنکر ۲۵-وجوب ازدواج در شرایط خطر ۲۶-آگاهی ازمسائل معاملات ۲۷-وفای به عهد ۲۸-ستر عورت جز برای زوجین ۲۹-جسم سالم  

## حرام
در لغت به معنای ناروا شدن و ممنوع کردن چیزی است و در اصطلاح فقه اسلام، عملی است که ترک آن بر مکلَف لازم و انجامش عذاب دارد. مانند:  دروغ
حرام‌ها عبارتند از:
۱-اُفتا توسط غیر مجتهد ۲-عبادات برای حائض و نفساء ۳-تخلی در معابر عمومی و موقوفات خاص و روی قبر مؤمن و رو به قبله یا پشت به آن ۴-نجس کردن مسجد و اموال آن ۵- نجس کردن قرآن و تربت و حرم پیامبر و معصومین ۶-بردن نجاست به مساجد ۷-رفتن به مسجدالحرام و مسجد پیامبر و سایر مساجد و توقف در آن در حالت جنابت ۸-گذاشتن چیزی در موارد یاد شده در حالت جنابت حیض و نِفاس ۹-تخریب یا فروش اموال مساجد ۱۰-مسح قرآن یا نام خدا و پیامبر و معصوم بی وضو یا در حالت جنابت حیض و نِفاس ۱۱-نوشتن قرآن با مرکّب نجس ۱۲-دادن قرآن به کافر ۱۳-ایستادن یا نشستن روی قرآن یا نام خدا ۱۴-قرائت آیات سجده در حالت جنب حائض و نِفاس ۱۵-سجده برای غیر خدا ۱۶-وضو یا غسل از ظروف مرداری یا نجس‌العین ۱۷-سه بار یا بیشتر شستن در وضو ۱۸-روزه یوم الشک به عنوان رمضان ۱۹-روزه در عید فطر و قربان ۲۰-روزه مستحبی زن بی اجازه شوهر ۲۱-روزه مضر به بدن ۲۲-حرام ها در مراسم حج ۲۳-مخالفت با مقررات حکومت اسلامی ۲۴-تقویت اسرائیل ۲۵-ازدواج با محارم ۲۶-ازدواج با خواهر زن ۲۷-ازدواج زن مسلمان با کافر ۲۸-ازدواج دائم مرد مسلمان با کافر ۲۹-ازدواج با زن شوهردار که با او زنا شده‌ است ۳۰-ازدواج با زنی که درعده عقد شده‌ است ۳۱-ازدواج با مادر و دختر و خواهر پسر مدخوله ۳۲-ازدواج در حال احرام ۳۳-ازدواج با همسر سه طلاقه ۳۴-طلاق در حین حیض ۳۵-سفر زن بدون اجازه شوهر ۳۶-سفر فرزند با نهی والدین ۳۷-نزدیکی با همسر زیر ۹ سال ۳۸-نزدیکی به هنگام حیض ۳۹-نزدیکی در ماه رمضان ۴۰-نگاه کردن به زن نامحرم ۴۱-رؤیت عورت دیگری به جز همسر ۴۲-نگاه مرد به بدن مرد دیگر با شهوت ۴۳-تماس بدنی با نامحرم ۴۴-معامله عین نجاست ۴۵-معامله اموال غصبی ۴۶-تجارت اشیائی که منافع حرام دارند ۴۷-تجارت آلات موسیقی ۴۸-معامله مالی که مالیت ندارد ۴۹-معاملات رَبَوی ۵۰-معامله طلا به طلا و نقره به نقره ۵۱-معامله چیزی که به قصد حرام باشد ۵۲-معامله مسکرات ۵۳-قمار و دزدی ۵۴-ترک تعهد نذر و قسم ۵۵-غصب مال یا حق دیگری ۵۶-ساختن و مزدوری ساخت طلا و نقره ۵۷-رقص جز برای همسر ۵۸-نشستن بر سفره شراب ۵۹-بازی با پاسور و نرد ۶۰-استماع موسیقی مطرب ۶۱-حضور در مکان خطر ۶۲-نبش قبر ۶۳-ورود نطفه به رحم نامحرم ۶۴-استعمال مواد مخدرود خانی ۶۵-استعمال ظروف طلا و نقره در اتاق ۶۶-اکل و شرب نجاست و متنجس ۶۷-نوشیدن از ظروف طلا و نقره ۶۸-آشامیدن از ظروف مرداری و نجس العین ۶۹-نوشیدن آب جو و سایر مسکرات ۷۰-خوردن گوشت حیوان وطی شده ۷۱-خوردن گوشت و شیر حیوان مرده در آب ۷۲-خوردن گوشت درندگان ۷۳-خوردن گوشت فیل خرگوش و حشرات ۷۴-خوردن گوشت پرندگان دارای چنگال ۷۵-خوردن گوشت پرندگان با بال صاف در پرواز ۷۶-خوردن ۱۴ قسمت از بدن حلال گوشت ۷۷-خوردن قطعه جداشده از بدن زنده ۷۸-خوردن اشیاء خبیث و پلید ۷۹-خوردن خاک و گل ۸۰-خوردن مال حرام ۸۱-خورانیدن مال نجس یا متنجس ۸۲-فرار از جهاد ۸۳-اتهام زنا به زن پارسا ۸۴-زنا ۸۵-لواط ۸۶-مساحقه ۸۷-قیادت ۸۸-قتل نفس ۸۹-ضرب و جرح ۹۰-عاق والدین ۹۱-محاربه و اِفساد فِی‌الَارض ۹۲-سحر و جادو ۹۳-سخن چینی ۹۴-تجسّس در کار دیگران ۹۵-کذب ۹۶-خیانت در امانت ۹۷-غیبت ۹۸-کفر ۹۹-شرک ۱۰۰-ارتداد [۲] ۱۰۱-اجبار گویی 
 و

## مستحب
در لغت به معنای دوست داشته شده و پسندیده شده‌است و در اصطلاح فقه اسلام، عملی است که انجامش بر مکلَف مطلوب است و پاداش دارد ولی ترک آن عذاب ندارد. مانند: نماز شب تعداد مستحبات بسیار زیاد است وقابل احصا نیست.

## مکروه
در لغت به معنای ناپسند، ناخوشایند و ناگوار است و در اصطلاح فقه اسلام، عملی است که ترک آن مطلوب است و پاداش دارد ولی انجامش عذاب ندارد. مانند: پوشیدن لباس سیاه در نماز تعداد مکروهات نیز قابل احصا نیست چه ترک هر مستحبی خود مکروه تلقی می‌گردد.

## مباح
در لغت به معنای روا و جایز است و در اصطلاح فقه اسلام، عملی است که انجام و ترک آن بر مکلَف مساوی است؛ نه عذابی دارد و نه پاداشی. مانند: راه رفتن. هر آنچه درموارد چهارگانه نباشد درقلمرو مباحات تلقی می‌گردد.